# Distrito de Ambositra
Ambositra es un distrito de la región de Amoron'i Mania, en la isla de Madagascar, con una población estimada en julio de 2014 de 269 466 habitantes.
Se encuentra ubicado en el centro de la isla, a poca distancia al sur de la capital nacional, Antananarivo.